# Solna Droga
Solna Droga – popularny w średniowieczu szlak handlowy na pograniczu dzisiejszej Polski i Czech. 
Szlak prowadził doliną Białej Lądeckiej z Kłodzka przez Lądek, miejscowość i przełęcz  Karpno do Javornika na Morawach, a następnie do Krakowa. Nazwa pochodzi od soli, którą przewożono tędy z morawskich kopalń do Kłodzka i dalej na zachód i południe.